# Le origini (Renato Zero)
Le origini è un album raccolta del cantautore italiano Renato Zero, pubblicato nel 1996.
Contiene 10 brani musicali degli anni settanta, periodo in cui il cantante era molto trasgressivo e stravagante.

## Brani
| Titolo del brano        | Album d'appartenenza | Anno |
| ----------------------- | -------------------- | ---- |
| Tu che sei mio fratello | Invenzioni           | 1974 |
| Un uomo da bruciare     | Trapezio (album)     | 1976 |
| Vivo                    | Zerofobia            | 1977 |
| Uomo, no!!!             | Zerolandia           | 1978 |
| Sesso o esse            | Zerolandia           | 1978 |
| Io uguale io            | Zerolandia           | 1978 |
| Grattacieli di sale     | EroZero              | 1979 |
| Baratto                 | EroZero              | 1979 |
| Arrendermi mai          | EroZero              | 1979 |